# Horst-Festival

Horst-Festival Logo

Das Horst-Festival war ein von 2009 bis 2014 auf dem Platz der Republik in Mönchengladbach stattfindendes Musikfestival. Es bestand aus einem Kulturzelt und zwei Bühnen, welche unter den Namen „Da Vorne“ und „Da Hinten“ gekennzeichnet sind. Hinter dem Horst-Festival und allen anderen Horst-Aktionen steht der gemeinnützige Verein HORST Musik- und Kulturförderung e.V.
Am 8. August 2014 gaben die Veranstalter bekannt, kein weiteres Horst-Festival durchzuführen. Als Hauptgründe für das Nichtweiterbestehen des Festivals nennen sie eine zunehmende Arbeitsbelastung einhergehend mit mangelnder Förderung durch die Stadt Mönchengladbach sowie fehlende Anerkennung durch die lokale Politik.

## Bands und Daten

### 2009
Das Horst-Festival 2009 war ein Umsonst & Draußen Festival, welches sich ohne Eintrittskosten durch Getränke und Werbung finanzierte.
Headliner: Asaf Avidan & The Mojos, Bosse
4Quarter, 51st Degree, Acoustic Rocks, Against Your Society, Another Six Cent, Bonfyah, Dr. Gonzo, Dreadnut Inc., Lehmann, Lust for Life, Neuser, NO, Noesis, Phantom Rockers, Power, Rooster Burns and the Stetson Revolting, Settle The Score, Shenaniganz, Sniffing Glue, Spitchild, Supermutant, The Mint, Tinnitus, Waste Of Time

### 2010
Headliner: Blumentopf, Trashmonkeys
A Tale of Amity, Abfukk, All Abroad!, Artwon Artown Artnow, Daily Peace Project, EA 80, Flat Blues, Freeze Dried Rockers, Gone For Broke, Jim Noah, Le Fly, Life Saver, MAT, Motor Jesus, NO, No Badderation, No Turning Back, Oakland Cowboys, Reefer Madness, Risen from Ashes, Ruby Shock, Standfest, The Bonny Situation, The Dreadnoughts, The Plot & Dirty Sanchez, Zero Mentality

### 2011
Das Horst-Festival 2011 fand am 6. und am 7. August statt.
Headliner: Marteria, Sondaschule
Cyrcus, Eat The Universe, Epia, Liquid Lightning, Suicide To Go, The Nicks, Touché Amoré, Die Llama, Fertig, Los!, Haribo macht Kinder froh, Kakkmaddafakka, La Dispute, Telegraph Road, The Hirsch Effekt, The Staars, City Light Thief, Cowboy Poetry, Death Is Not Glamorous, Dickes B, Eternal Tango, Jimmy Kafka, Plexiphones, Warfield Within

### 2012
Das Horst-Festival 2012 fand vom 13. Juli bis zum 15. Juli statt. In diesem Jahr musste das Horst-Festival das „Umsonst & Draußen“-Konzept aufgeben.
Headliner: Kraftklub, Mad Sin, Nosliw
Cro, Your Demise, Wolves Like us, IAMDYNAMITE, Ays, Frau Potz, The Computers, Benzin, Conmoto, Vierkanttretlager, Shake the Pagoda Tree, Illbilly Hitec, Pickers, Mumuvitch Disko Orkestar, Sebastian Block, Jim Twenty, Caleya, Clap your Hands Twice, Elenore, The Fog Joggers (Ersatz für Sturch), Breakdown at Tiffany's, Scene Writers, In Circles, On the Run, Stanley Beamish Blues Band, Leitkegel, Breeding the Plague, Lee Jay Cop, Thomas Allan, Reymuzic

### 2013
Das Horst-Festival 2013 fand vom 2. bis zum 4. August statt. Auch in diesem Jahr musste das Horst-Festival Eintrittskosten verlangen, wobei sie aber den Sonntag als Familientag wieder Umsonst gelten ließen. 12.000 Besucher kamen zu dem Festival.
Headliner: Mad Caddies, Die Orsons, Disco Ensemble
Face to Face, Maxim, War From a Harlots Mouth, Sizarr, Cloud Nothing, Cosmo Jarvis, Born from Pain, Alice Francis, De Staat, Captain Planet, Heisskalt, OK KID, Betraying the Martyrs, Kapelle Petra, Apologies, I Have None, Final Prayer, Marathonmann, John Coffey, Crazy Arm, Django 3000, Sniffing Glue, Supermutant, Smile an Burn, Kosslowski, Captain Disko, December Peals, To the Rats and Wolves, Fountains, Close to Freedom.
Sharks wurden bestätigt, haben sich aber im Juli 2013 aufgelöst. Ersatz fand man bei Cloud Nothing, die kurzfristig einsprangen.

### 2014
Das Horst-Festival 2014 fand vom 11. bis zum 13. Juli statt. Wie im Vorjahr war das Horst am 11. und am 12. Juli kostenpflichtig und der 13. Juli kostenfrei.
Headliner: Madsen, Prinz Pi, Jupiter Jones, Flo Mega
Chefket, Rakede, Kylesa, Hundredth, Die Strafe, Go go Berlin, Honig, Messer, Vitja, Matula, Gnarwolves, Charity Children, Neufundland, Betrayers of Babylon, Japanische Kampfhörspiele, FJØRT, Kmpfsprt, Claire, Modern Saints, Honningbarna, Slime, Doreen Skies, Code Blue Coma, Idle Class, Trickortreat, Shango Nitra, The Tips, Lehmann